# Voyager (Album)
Voyager ist ein Studioalbum des britischen Musikers Mike Oldfield aus dem Jahr 1996. Es vereint keltische Elemente mit der Chill-Out-Atmosphäre seines Vorgängeralbums The Songs of Distant Earth. Wie der Titel (dt. 'Reisender') schon sagt, war Oldfield (wie auch für das spätere Album The Millennium Bell) viel unterwegs und ließ sich auf seinen Reisen inspirieren. Das Album wirkt wie eine Reise durch Irland, auch wenn Oldfield auf dem Cover auf Ibiza, genauer gesagt vor der Insel Es Vedrà, zu sehen ist.

## Besonderheiten und Tracks
Im Gegensatz zu früheren Alben von Oldfield hat er eine Vielzahl an Stücken auf Voyager nicht selbst geschrieben, sondern lediglich überlieferte Songs, so genannte Traditionals,  neu arrangiert. Von Oldfield selbst stammen nur 4 Stücke (die Tracks 2, 5, 8 und 10). Der Hauptteil der Melodie von The Voyager wird auf Oldfields Album Return To Ommadawn (2017) aufgegriffen.
1. The Song of the Sun – 4:32 (geschrieben von Bieito Romero)
2. Celtic Rain – 4:41
3. The Hero – 5:03
4. Women of Ireland – 6:29
5. The Voyager – 4:26
6. She Moves Through the Fair – 4:06 (Dieser Song ist auch gesungen bei der Steppshow Lord of the Dance zu hören, allerdings unter dem Titel Our Wedding Day)
7. Dark Island – 5:43
8. Wild Goose Flaps Its Wings – 5:04
9. Flowers of the Forest – 6:03
10. Mont St Michel – 12:18 (Eine Mischung aus Orchester und Gitarre)

## Kritik
Beim Erscheinen des Albums wurde Oldfield vorgeworfen, er springe nur auf den Zug der Begeisterung für keltische Musik auf; in Wirklichkeit aber fanden sich keltische Einflüsse bereits in früheren Werken wie Hergest Ridge oder in der Zusammenarbeit mit seiner Schwester Sally Oldfield. Voyager schloss an die Erfolge voriger Alben von Oldfield an.